# Bourguignon-lès-Morey
Bourguignon-lès-Morey è un comune francese di 56 abitanti situato nel dipartimento dell'Alta Saona nella regione della Borgogna-Franca Contea.

## Società

### Evoluzione demografica
Abitanti censiti